# Avrigny
Avrigny ist eine französische Gemeinde mit 401 Einwohnern (Stand 1. Januar 2022) im Département Oise in der Region Hauts-de-France. Sie gehört zum Arrondissement Clermont, zur Communauté de communes de la Plaine d’Estrées und zum Kanton Estrées-Saint-Denis.

## Geographie
Die Gemeinde Avrigny liegt 19 Kilometer westlich von Compiègne. Das sechs km² umfassende Gemeindegebiet hat keine oberirdischen Fließgewässer und ist von Ackerflächen geprägt und fast baumlos. Durch Avrigny verlaufen die Route nationale 31 und die nur noch auf dem Teilstück bis hier für Gütertransporte genutzten, im Übrigen stillgelegte Bahnstrecke von Rochy-Condé nach Soissons.

## Geschichte
Von 1826 bis 1832 waren die Nachbargemeinden Blincourt und Choisy-la-Victoire mit Avrigny vereinigt. 1879 bekam die Gemeinde Eisenbahnanschluss; der Personenverkehr wurde 1954 endgültig eingestellt.

### Bevölkerungsentwicklung
| Jahr                       | 1962 | 1968 | 1975 | 1982 | 1990 | 1999 | 2006 | 2012 | 2021 |
| -------------------------- | ---- | ---- | ---- | ---- | ---- | ---- | ---- | ---- | ---- |
| Einwohner                  | 285  | 269  | 242  | 265  | 294  | 320  | 319  | 353  | 391  |
| Quellen: Cassini und INSEE |      |      |      |      |      |      |      |      |      |

## Sehenswürdigkeiten
- Kirche Saint-Denis mit spätgotischem Chor[1]
- Kalvarienberg und Kriegerdenkmal

## Wirtschaft
In Avrigny befindet sich nördlich der Bahnstrecke ein großes Freilager für mehrere zehntausend Tonnen Stahlrohre.